# Scindapsus curranii
Scindapsus curranii är en kallaväxtart som beskrevs av Adolf Engler och Kurt Krause. Scindapsus curranii ingår i släktet Scindapsus och familjen kallaväxter. Inga underarter finns listade.